# Francia Márquezová
Francia Elena Márquez Mina (* 1. prosince 1981 Suárez) je od roku 2022 viceprezidentka Kolumbie. Od mládí byla aktivistkou, věnující se ochraně životního prostředí a prosazování práv Afrokolumbijců. 

## Život
Již ve 13 letech se zapojila do protestů proti vystěhování obyvatel z míst určených k výstavbě přehrady Salvajina. Působí v radě společenství La Toma, usilujícího o ochranu místních tradic. V roce 2014 organizovala „Pochod turbanů“, při němž 80 žen z La Tomy podniklo desetidenní cestu do Bogoty, aby žádaly zastavení těžby zlata v oblasti. Její aktivity jí vynesly hrozby smrtí od paramilitárních skupin spojených s těžařskými společnostmi.
Zúčastnila se také mírových rozhovorů mezi kolumbijskou vládou a povstalci z Revolučních ozbrojených sil Kolumbie. Usiluje o rovnost pohlaví a prosazuje ekologicky udržitelné zemědělství.
V dubnu 2021 oznámila, že bude kandidovat v prezidentských volbách v roce 2022 s podporou hnutí Estamos Listas. V březnu 2022 přijala nominaci na viceprezidentku za stranu Polo Democrático Alternativo (PDA). V červnu téhož roku spolu s prezidentským kandidátem Gustavem Petrem coby reprezentanti levicové koalice Historický pakt pro Kolumbii (Pacto Histórico por Colombia) v prezidentských volbách zvítězili.

## Ocenění
V roce 2018 získala Goldmanovu cenu, označovanou za Nobelovu cenu pro environmentalisty.